# Ahornbladsnavelkogeltje
Het ahornbladsnavelkogeltje (Apiognomonia acerina) is een schimmel behorend tot de familie Gnomoniaceae. Hij komt voor in loofbossen op rijke zandgronden. Hij is bekend van afgevallen bladeren van esdoorn (Acer).

## Determinatie
De peritheciën zijn gemiddeld groter dan 250 μm diameter. De ascosporen zijn 15–24 × 4,5–5,5 µm.

## Verspreiding
In Nederland komt het ahornbladsnavelkogeltje zeer zeldzaam voor.